# Could've Been Me
"Could've Been Me" é uma canção escrita por Reed Nielsen e Monty Powell, gravada pelo cantor country Billy Ray Cyrus.
É o segundo single do álbum Some Gave All. A canção atingiu o segundo lugar na U.S. Hot Country Songs.

## Posições nas paradas musicais
| Paradas (1992)                               | Posições |
| -------------------------------------------- | -------- |
| Austrália (ARIA)                             | 43       |
| Canadian RPM Country Tracks                  | 1        |
| Canadian RPM Top Singles                     | 72       |
| Países Baixos (Dutch Top 40)                 | 29       |
| Estados Unidos (Billboard Hot 100)           | 72       |
| Estados Unidos (Billboard Hot Country Songs) | 2        |